# Efekt rygla
Efekt rygla – zjawisko ekonomiczne polegające na tym, że pomimo spadku poziomu dochodu gospodarstwa domowego nie zmniejsza się wielkość jego konsumpcji. Następuje zablokowanie konsumpcji na niezmienionym poziomie. Odbywa się to kosztem zmniejszania oszczędności, zaciągania kredytów lub pożyczek.
Utrzymanie konsumpcji na niezmiennym poziomie osiąga się także przez zwiększenie ilości pracy w gospodarstwie domowym (np. uprawianie warzyw na działce) lub wydłużeniem czasu użytkowania dóbr trwałego użytku (np. samochód czy telewizor).